# Bunochelis spinifera
Bunochelis spinifera is een hooiwagen uit de familie echte hooiwagens (Phalangiidae). De wetenschappelijke naam van Bunochelis spinifera gaat terug op Simon.